# Montante e jusante (transdução)
Em biologia molecular, os termos a montante e a jusante podem se referir à ordem temporal e mecanicista de eventos celulares e moleculares. Por exemplo, na transdução de sinal, o segundo mensageiro atua a jusante da ativação de receptores de membrana celular. O outro caminho, a ativação de receptores da membrana celular ocorre a montante da produção de segundos mensageiros.